# Anzano di Puglia
Anzano di Puglia là một đô thị thuộc tỉnh Foggia trong vùng Puglia ở Ý. Đô thị này có diện tích 11 km², dân số 2232 người.
Đô thị này có các làng sau: Mastralessio, Carifano, Morra, Nocelle, Lo Russo, Losciarpo.
Đô thị này giáp với các đô thị sau: Monteleone di Puglia, San Sossio Baronia, Sant'Agata di Puglia, Scampitella, Vallesaccarda, Zungoli.